# Viola reticulata
Viola reticulata är en violväxtart som beskrevs av Schlecht.. Viola reticulata ingår i släktet violer, och familjen violväxter. Inga underarter finns listade i Catalogue of Life.